# Erhan Önal
Erhan Önal, né le 3 septembre 1957 à Izmir et mort le 16 mars 2021, est un joueur de football international football turc. Il évoluait au poste de défenseur.

## Biographie

### En club
Erhan Önal joue dans trois championnats différents : en Allemagne, en Belgique et enfin en Turquie.
Avec le Bayern Munich, il joue 18 matchs en Bundesliga, inscrivant un but. Il dispute les quarts de finale de la Coupe d'Europe des clubs champions en 1977. Le club bavarois est alors battu par le Dynamo Kiev.
Avec le Standard de Liège, il remporte la Coupe de Belgique en 1981, suivi de la Supercoupe de Belgique 1981 et du titre de champion de Belgique 1982. Il dispute un total de 62 matchs en championnat avec cette équipe, inscrivant 7 buts.
Avec le club turc de Galatasaray, il dispute 185 matchs en championnat, inscrivant 12 buts, et remporte deux championnats, ainsi qu'une Coupe de Turquie. Il atteint les demi-finales de la Coupe d'Europe des clubs champions en 1989. Galatasaray est alors battu par l'équipe roumaine du Steaua Bucarest. Il atteint également les quarts de finale de la Coupe des coupes en 1992, en étant éliminé par le club allemand du Werder Brême.
Au cours de sa carrière, Erhan Önal dispute un total de 11 matchs en Coupe d'Europe des clubs champions, sans inscrire de but. 

### En équipe nationale
Il reçoit 12 sélections et inscrit un but en équipe de Turquie entre 1979 et 1987.
Il joue son premier match en équipe nationale le 28 février 1979 en amical contre l'Algérie, et son dernier le 16 décembre 1987 contre la Yougoslavie, dans le cadre des éliminatoires du championnat d'Europe 1988.
Il inscrit son seul et unique but avec la Turquie le 21 novembre 1979, lors d'un match contre le Pays de Galles comptant pour les éliminatoires du championnat d'Europe 1980.
Il joue deux matchs comptant pour les éliminatoires du mondial 1982, face au pays de Galles puis face à la Yougoslavie.
Il porte à deux reprises le brassard de capitaine de l'équipe nationale, lors de l'année 1987.

## Palmarès
- Champion de Belgique en 1982 avec le Standard de Liège
- Vainqueur de la Coupe de Belgique en 1981 avec le Standard de Liège
- Vainqueur de la Supercoupe de Belgique en 1981 avec le Standard de Liège
- Champion de Turquie en 1987 et 1988 avec Galatasaray
- Vainqueur de la Coupe de Turquie en 1991 avec Galatasaray